# Aphelia cyperoides
Aphelia cyperoides är en gräsväxtart som beskrevs av Robert Brown. Aphelia cyperoides ingår i släktet Aphelia och familjen Centrolepidaceae. Inga underarter finns listade i Catalogue of Life.